# سندی بالتیمور
سندی مادلین بالتیمور (زاده ۱۹ فوریه ۲۰۰۰) یک فوتبالیست فرانسوی است که در پست مهاجم برای باشگاه بانوان پاری سن ژرمن و تیم ملی فوتیال یانوان فرانسه بازی می‌کند.